# Йосиф Солтан
Йо́сиф II Солта́н (1506 — 1521) — митрополит Київський, Галицький і всієї Руси.

## Життєпис

### Життя Йосифа до вступу на кафедру Київських митрополитів
Народився майбутній ієрарх в родині бояр Логойського повіту, назвали сина Ілля. Найбільш ранні відомості про митр. Йосифа містяться в грамоті короля Олександра Ягеллончика від 15 вересня 1506 р., де йдеться про те, що єпископ Смоленський Йосиф, «служачи ... мабуть» проти ворога, «в шкоду чималу впав».
Велика частина відомостей про Йосифа, коли він був смоленським єпископом, характеризує його контактами з заснованим в кін. XV ст. Супрасльським Благовіщенським монастирем. Найраніша інформація міститься у грамоті Константинопольського патріарха Іоакима I (бл. 1504) з благословенням обителі і її покровителям.
Єпископ Йосиф піклувався і про інші монастирі в своїй і в сусідніх єпархіях. Він, будучи Смоленським єпископом, разом з Київським митр. Іоною II 20 липня 1506 р завірив фундушевий запис одного смоленського шляхтича передати полоцькому Іоанно-Предтеченськомму монастирю маєток Чащіци.

### Митрополит Київський
У сан митрополита був возведений наприкінці 1507 року або в січні 1508 року. На початку 1509 року патріарх Пахомій благословив його на управління митрополією. У вересні того ж року він підписував грамоти: «волею Божою, Йосиф, архієпископ, митрополит Київський, Галицький і всієї Русі».
Митрополит Йосиф (Солтан) був одним із найдостойніших архіпастирів. Свою діяльність на митрополичому престолі він ознаменував скликанням церковного собору у Вільні (Вільно). Собор відкрився 25 грудня, тобто на Різдво Христове 1509 року, й прийняв декілька найважливіших рішень, які мали велике значення для Церкви.

#### Віленський собор
Перші роки управління митр. Йосифа Київською митрополією відзначені значними зусиллями щодо впорядкування церковного життя і зміцнення автономії Церкви перед лицем світської влади. З цією метою на Різдво Христове в 1509 р у Вільно був скликаний Собор, в якому брали участь всі єпископи, настоятелі монастирів і протопопи з білоруської частини митрополії (крім них на Соборі був присутній також архімандрит Києво-Печерського монастиря), рядові священики. Причини скликання собору він сам вказав у промові перед його відкриттям: «З того дня, як, волею Божою я, недостойний, зайняв престол митрополії Київської і всієї Русі і прийняв обов'язок пасти Церкву Божу, відсікати всякий злочин закону нашої православної віри і стверджувати, по стародавнім звичаям, церковні статути, я бачив багато негараздів і непорядних серед духовенста і багато про те чув ... Все це ми повинні виправляти і очищати за правилами святих, про всім повинні сумувати і турбуватися. Бо який зиск отримали ми через примноження наших гріхів? Чи не розсіяв нас Бог по поверхні всієї землі? Чи не розведені сини і дочки наші в багато країн поморських, полонені від поганих? Чи не взяті були гради наші; чи не впали сильні князі наші від гострого меча; чи не спорожніли св. Божі церкви; чи не мучимося  всякий день від безбожних поганих агарян? Все це буває нам за те, що ми ходимо не за правилами св. апостолів і не за заповідями святих отців наших. Тому ми, Йосиф, милістю Божою, архієпископ, митрополит Київський і всієї Русі, і склали собор з преподобними єпископами, Пречесний архімандритами і ігуменами і богобоязливими священиками».
Ініціатори рішень Собору розуміли, що заворушення в церковному житті були в значній мірі пов'язані з тим, що священики в багатьох випадках більше залежали від світських патронів (часто іншого віросповідання), ніж від єпископів, і миряни прагнули цю залежність посилити. При цьому видимої форми протидії не було. Єпископат не мав місця в Польському сенаті, але єпископи мали можливість брати участь у засіданнях сенату, хоча і з обмеженими правами. Це була хороша можливість до захисту свої прав.
Однією з причин занепаду церковного життя в цей час з'явилася практика призначень на єпископські кафедри осіб, які не мали духовного сану і бажали керувати єпархією, не розлучаючись з сім'єю і не беручи чернечого постригу. Від таких ієрархів важко було очікувати гідного виконання своїх обов'язків. Отці Собору рішуче виступили проти таких дій. У постановах Собору говорилося, що людина, яка купила за життя ієрарха право зайняти його кафедру, повинен бути відлучений від Церкви, а єпископ, поставив таку людину, повинен бути позбавлений сану.

#### Взаємовідносини з духовенством
Особливе питання, яке стало перед митр. Йосифом, як і перед іншими архієреями, на поч. XVI ст., було питання про взаємини парафіяльного духовенства з міськими громадами. Після того як найбільші міста Великого князівства Литовського в XV в. отримали самоврядування, міська влада стала прагнути до поширення свого впливу на парафіяльні храми: тут і прагнення поставити на прихід бажаного священика, і бажання розпоряджатися храмом і тим, що в ньому є майном, при відсутності священика. Спірні питання були улагоджені угодою митр. Йосифа з віленськими міщанами (1511). Угода передбачала, що міська влада може пропонувати своїх кандидатів на спорожнілі приходи, але, якщо вони своєчасно такого кандидата не знайдуть і не надішлють, вони повинні будуть прийняти ієрея, поставленого митрополитом.
На початку управління митрополією Йосиф зіткнувся з невдоволенням соборного духовенства. У 90-х рр. XV ст. віленські священики скаржилися кн. Олександру на свщмч. Макарія I, який підвищив податки з священиків в архієрейську скарбницю, став стягувати в свою користь ряд мит і зробив намісником у Вільно архімандрита Віленського Троїцького монастиря, хоча намісники призначалися з соборного духовенства. Ці нововведення князь скасував. У 1511 р. віленські священики звернулися до митрополита з новими побажаннями. Вони наполягали на своєму праві розпоряджатися майном собору, заявляли, що вони повинні називатися капітулом і їм повинні належати книги і друк. Пропозиції містили ряд різких випадів проти «отців-законників» (ченців Троїцького монастиря), які повинні віддати майно, що належало собору, храмам. Священики домагалися, щоб монахи «під приводом намісництва» не намагалися підпорядкувати собі соборне духовенство і не втручалися в справи, що знаходилися в його веденні.

#### Галицька єпархія
Особливу проблему для митрополита склало становище православних на території Галицької єпархії. Тут православних міщан в містах не допускали ні в магістратуру, ні в цехи, їх правоздатність обмежувалася тим, що вони б могли здійснювати церковні обряди. На цій території були відсутні підлеглі митрополиту органи церковного управління. Грамотою 1509 р. король Сигізмунд I надав Львівському католицькому єпископові право призначати намісників, які управляли б православним духовенством. У документі вказувалося, що це робиться для того, щоб «легше» привести схизматиків до «християнської релігії». Очевидно, у відповідь на цей акт Йосиф з осені 1509 в вихідних документах став іменувати себе митрополитом не тільки Київським, а й Галицьким. Стан справ, ймовірно, обговорювався на Віленському Соборі, де були присутні єпископи Перемишльський і Холмський. Після Собору, 1510 р митр. Йосип направив Холмського єп. Філарета (Терновського) для «візитації» православних храмів Галицької єпархії. Тут за наказом Львівського архієп. Бернарда архієп. Філарет був заарештований, звільнений тільки після втручання короля на початку 1511 р. Встановлений порядок не був змінений, втім 1511 р. Сигізмунд I наказав направляти православних священиків з території Галицької єпархії для висвячення до Холмського єпископа. Боротьба православних за свої права в Галичині посилювалася, і за підтримки Костянтина Івановича Острозького їм вдалося домогтися певних успіхів. За королівським указом 1521 р. православні міщани Львова отримали право приймати присягу в своєму храмі і виступати свідками в суді. За Львівським магістратом зберігалося право призначати священиків у «руській церкві», але при цьому влада міста повинна була рахуватися з думкою православної громади.

#### Супральський монастир в житті митр. Йосифа і зв'язки з Костянтином Острозьким
Особливим заступництвом митр. Йосифа користувався Супрасльский монастир. При освяченні кам'яного храму в 1510 році він, «помовивши» з братією і ктитором обителі Ходкевичем, дав монастирю чернечий статут, що не було в той час звичайним для монастирів у Великому князівстві Литовському. У 1514 році, під час засідань Собору у Вільно, Йосиф, порадившись з учасниками Собору, особливою грамотою звільнив Супрасльский монастир від митрополичого суду і сплати мит в митрополичу скарбницю, залишивши за собою лише суд над ігуменом і нагляд за дотриманням монастирського статуту.
У своїй діяльності митр. Йосиф міг спиратися на підтримку глави православної знаті Великого князівства Литовського князя Костянтина Івановича Острозького. У 1511 р. князь домігся у короля дозволу відновити зруйнований в 1506 р. головний православний храм - Успенський собор. У 1514 році він отримав від короля дозвіл звести в Вільно кам'яну церкву. При цьому кн. Костянтин Іванович зобов'язав соборний клір після смерті митрополита здійснювати заупокійну службу «за душу господина і отця нашого митрополита Київського і всієї Русі Йосифа і за мою душу». Пізніше, князю від митрополита було вручено письмове зобов'язання, скріплене печаткою, здійснювати щодня поминальну службу по всім членам роду Острозьких. Саме в цей час митр. Йосиф звернувся до Сигізмунда I з проханням, щоб король після його смерті призначив опікуном майна митрополичої кафедри кн. Костянтина Івановича.
Митрополит Йосиф Солтан помер наприкінці 1521 року, залишивши про себе пам'ять як про видатного святителя Православної Церкви у Великому князівстві Литовському загалом, та в Україні зокрема.